# ماد شی‌گرا
یک موو یا  MOO  (به اختصار:"MUD, object-oriented" یعنی ماد‌ شی‌گرا) یک سیستم واقعیت مجازی مبتنی بر متن است که به آن، چندین کاربر (بازیکن) به صورت همزمان متصلند.
عبارت موو در دو زمینه متفاوت ولی مرتبط استفاده می‌شود. یکی برای اشاره به آن برنامه‌هایی که از سرور اصلی موو منشعب شده و استفاده کرده‌اند است و دیگری به هر برنامه ای از ماد که از تکنیک‌های شی گرایی برای مدیریت پایگاه دادۀ اشیا‌ی خود به‌خصوص به روشی موو اصلی و مشتقاتش از شی گرایی استفاده می‌کند به کاربرده می‌شود.
سرور اصلی موو توسط استیون وایت براساس تجربه اش از برنامه نویسی سیستم تاینی ماک نوشته شده است. پاول کرتیس، موسس لامبدا موو (LambdaMOO) و کارمند قبلی زیراکس پارک نیز بعدها به توسعه و نگهداری این سیستم کمک کرد.
یکی از ویژگی‌های متمایز کننده موو این است که به کاربرانش اجازه می‌دهد که درون سرور برنامه‌نویسی شی‌گرا انجام دهند و در نهایت این که سرور برای همه کاربران چگونه رفتار میکند را تغییر و گسترش دهند. برای مثال چنین تغییراتی شامل اضافه کردن اتاق‌ها (Room) و اشیای جدید، ساخت اشیای عمومی برای استفاده دیگران٬ و تغییر طریقه و روشی که رابط کاربری موو عمل میکند می‌باشد. زبان برنامه نویسی که برای گسترش و تغییرات، از آن استفاده می‌شوند زبان برنامه‌نویسی موو یا MOO programming language نام دارد. زبان برنامه‌نویسی موو، یک زبان خاص دامنه است.